# Región de Kaffrine
Kaffrine es una de las catorce regiones de Senegal, situada en la parte central del país. La región Kaffrine era antes un departamento de la región de Kaolack. En 2006, en el territorio de este departamento fue creado el nuevo Departamento de Koungheul. El 1 de febrero de 2008 se formó el actual departamento de Kaffrine.

## Departamentos con población en noviembre de 2013
- Departamento de Birkelane 101,217
- Departamento de Kaffrine 207,676
- Departamento de Koungheul 163,438
- Departamento de Malem Hodar 94,662

## Demografía y geografía
Esta región senegalesa posee una extensión de territorio que abarca una superficie de unos 11.853 kilómetros cuadrados. Por otra parte, su población se compone de 441.779 personas, mientras que su densidad poblacional, considerando los datos mencionados anteriormente, se estima en treinta y siete habitantes por cada kilómetro cuadrado de la región de Kaffrine.